# Mihai Isbășescu
Mihai Isbășescu (n. 14 ianuarie 1915, București, România – d. 1998, București, România) a fost un istoric literar, filolog, lexicograf, profesor universitar și traducător din România. Este considerat unul dintre cei mai reputați germaniști români, fiind distins cu Medalia de aur „Goethe” a Institutului Goethe din München (1970).

## Biografie
S-a născut în familia medicului veterinar Dumitru Isbășescu și al soției sale, Filofteia (n. Stîlpeanu). A absolvit Colegiul „Sf. Sava” din București (1932) și Facultățile de Litere și Drept ale Universității din București (ambele în 1936). A obținut în 1939 titlul de doctor în filologie germană (specializare în literatură medievală) la Universitatea din Tübingen, cu teza Minne und Liebe. Ein Beitrag zür minnesungerischen Begriffsdeutung und Terminologie. A urmat ulterior o carieră universitară la București, ajungând șeful catedrei de limbă și literatură germană la Facultatea de Limbi Germanice a Universității București (1976-1984).
La începutul anilor 1940 a fost redactor la revista Dacia Rediviva, fiind coleg, printre alții, cu Pericle Martinescu. A colaborat cu articole în Universul literar,
Curentul literar, Vremea, Gazeta literară, Contemporanul, Secolul 20 ș.a. A publicat studii de limba și literatura germană în reviste de specialitate din România și din străinătate, dicționare bilingve, cursuri universitare, prefețe și note bio-bibliografice, precum și numeroase traduceri din limba germană. A tradus operele literare ale unor cunoscuți autori germani printre care Thomas Bernhard, Heinrich Böll, Elias Canetti, Heimito von Doderer, Friedrich Dürrenmatt, Johann Wolfgang von Goethe, Wilhelm Hauff, Hugo von Hofmannstahl, Franz Kafka, Heinar Kipphardt, Halldor Laxness, Thomas Mann, Dieter Noll, Friedrich Schiller, Rosemarie Schuder, Ferdinand Ludwig Adam von Saar, Theun de Vries, Erwin Wickert și Heinrich Zillich, a repovestit mituri și legende germane și a alcătuit antologia în limba germană a poeziei române contemporane Eine Welt wird geboren, în colaborare cu Al. A. Șahighian (1974).
A elaborat Istoria literaturii germane de la origini până în prezent (Editura Știintifică, București, 1968), un studiu prestigios al literaturii germane. A fost primul român distins cu Medalia de aur „Goethe” a Institutului Goethe din München (1970), ca o recunoaștere a unei opere erudite și vaste de germanist.
Fiica lui a fost Cristina Hăulică (1941-2013), profesoară universitară de limba și literatura spaniolă la Facultatea de Litere a Universității din București și timp de un deceniu la Universitatea Marne-la-Vallée (Paris), reputată hispanistă, autoare de dicționare româno-spaniole și spaniolo-române, traducătoare din limbile spaniolă și franceză și soția criticului de artă Dan Hăulică.

## Afilieri
Germanistul Mihai Isbășescu a fost membru al Uniunii Scriitorilor din România (din 1955), membru corespondent al Institut für Deutsche Sprache din Mannheim,  membru al Internationale Vereinigung für Germanische Sprach- und Literaturwissenschaft și al Gesellschaft der Germanisten Rumäniens și a făcut parte, de asemenea, din Societatea internațională „Faust-Gesellschaft” (1964).

## Premii
- „Preis der jungen Germanisten des Goethe-Instituts” (1941, München),
- Medalia de aur „Goethe” a Institutului Goethe din München (1970),[4]
- Crucea Federală de Merit a Germaniei (1971),
- Premiul Uniunii Scriitorilor pentru traducerea cărții Alteță regală a lui Thomas Mann (1975)
- Premiul Uniunii Scriitorilor pentru cea mai bună traducere din limba germană (1978)[4]
- Medalia Humboldt a „Fundației Alexander von Humboldt” (1985)